# Coenotephria catenaria
Coenotephria catenaria är en fjärilsart som beskrevs av Hans Rebel 1910. Coenotephria catenaria ingår i släktet Coenotephria och familjen mätare. Inga underarter finns listade i Catalogue of Life.